# Alden (Mondkrater)
Alden ist ein Mondkrater auf der Rückseite des Erdenmondes. Er befindet sich zwischen Hilbert, der von ihm aus nordnordwestlich liegt, und Milne, der von ihm aus südsüdöstlich liegt. Im Südsüdwesten liegt Scaliger.
Alden had einen niedrigen Kraterrand, der im Norden und Nordosten von Alden C und dem kleineren Alden E überragt wird. Der Kraterrand ist zerfurcht und erodiert (vor allem im südlichen Teil). Der Boden ist unregelmäßig und erodiert. Der kleine Krater Alden V liegt im nördlichen Kraterrand und ist mit Alden C im Osten verbunden.
| Alden | Breite  | Länge    | Durchmesser |
| ----- | ------- | -------- | ----------- |
| B     | 20.5° S | 112.6° O | 17 km       |
| C     | 22.5° S | 111.4° O | 50 km       |
| E     | 23.2° S | 112.4° O | 28 km       |
| V     | 22.5° S | 110.1° O | 19 km       |

## Nachweise
- L. E. Andersson, E. A. Whitaker: NASA Catalogue of Lunar Nomenclature. NASA RP-1097, 1982 (englisch).
- Jennifer Blue: Gazetteer of Planetary Nomenclature. USGS, 25. Juli 2007, abgerufen am 5. August 2007 (englisch).
- B. Bussey, P. Spudis: The Clementine Atlas of the Moon. Cambridge University Press, New York 2004, ISBN 978-0-521-81528-4 (englisch).
- Elijah E. Cocks, Josiah C. Cocks: Who's Who on the Moon: A Biographical Dictionary of Lunar Nomenclature. Tudor Publishers, 1995, ISBN 978-0-936389-27-1 (englisch).
- Jonathan McDowell: Lunar Nomenclature. Jonathan's Space Report, 15. Juli 2007, abgerufen am 24. Oktober 2007 (englisch).
- D.H. Menzel, M. Minnaert, B. Levin, A. Dollfus, B. Bell: Report on Lunar Nomenclature by the Working Group of Commission 17 of The IAU. In: Space Science Reviews. 12, 1971, doi:10.1007/BF00171763.
- Patrick Moore: On the Moon. Sterling Publishing Co, 2001, ISBN 978-0-304-35469-6 (englisch).
- Fred W. Price: The Moon Observer's Handbook. Cambridge University Press, 1988, ISBN 978-0-521-33500-3 (englisch).
- Antonín Rükl: Atlas of the Moon. Kalmbach Books, 1990, ISBN 978-0-913135-17-4 (englisch).
- Rev. T. W. Webb: Celestial Objects for Common Telescopes. 6th revision Auflage. Dover, 1962, ISBN 978-0-486-20917-3 (englisch).
- Ewen A. Whitaker: Mapping and Naming the Moon. Cambridge University Press, 1999, ISBN 978-0-521-62248-6 (englisch).
- Peter T. Wlasuk: Observing the Moon. Springer, 2000, ISBN 978-1-85233-193-1 (englisch).